# Jane Rhodes
Pour les articles homonymes, voir Rhodes (homonymie).

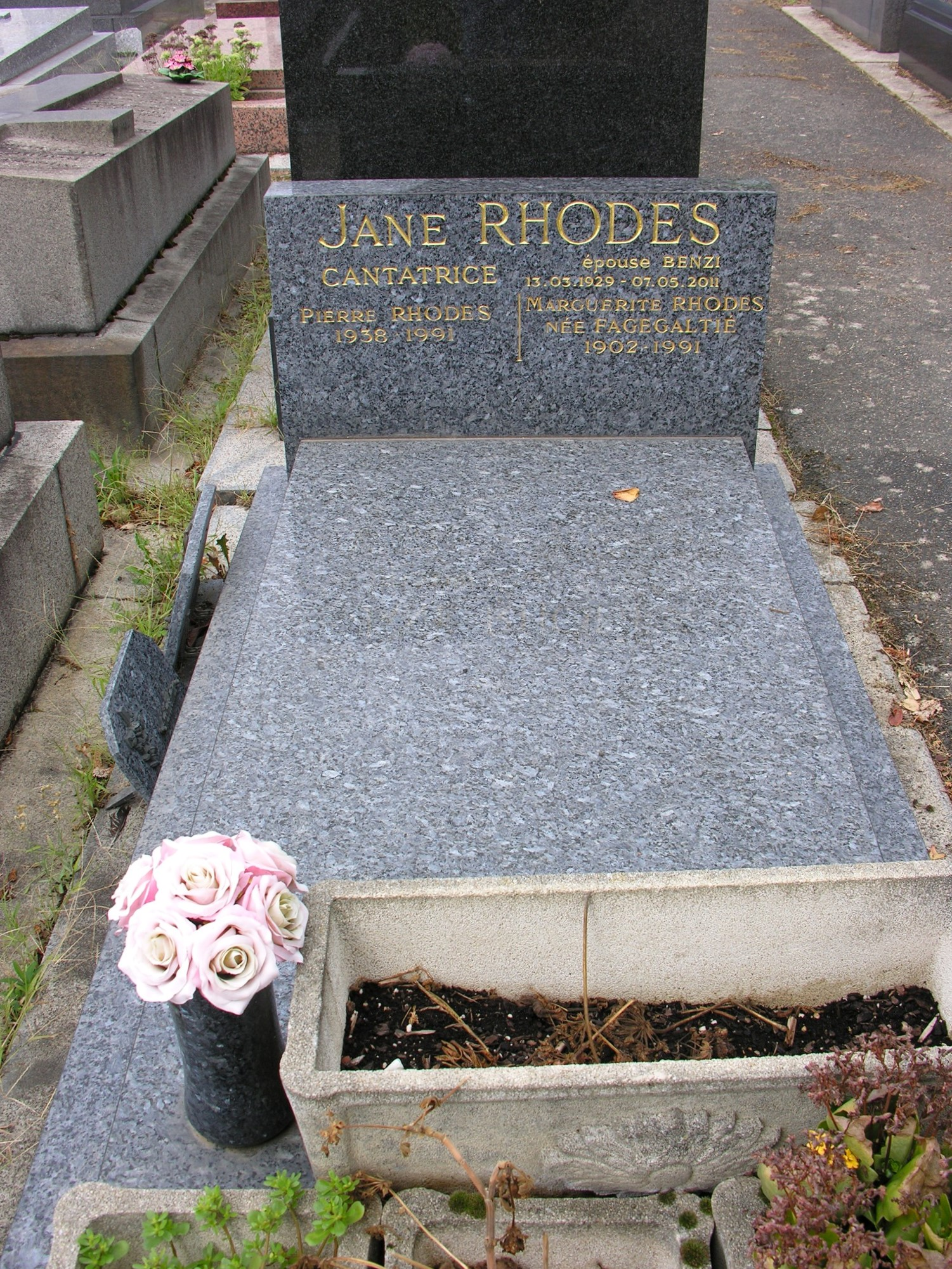
Vue de la sépulture.

Jane Rhodes est une cantatrice française née le 13 mars 1929 à Paris et morte le 7 mai 2011 à Neuilly-sur-Seine.
Louée à la fois pour son engagement scénique, son timbre de voix rond et cuivré mais aussi une beauté plastique qui lui vaut dans les années 1950 le surnom de « Bardot de l'Opéra », elle aborda autant les rôles de soprano dramatique que de mezzo-soprano, avec une prédilection pour les emplois de « falcon ». Elle participa également à la création de nombreuses œuvres lyriques. Elle était l'épouse du chef d'orchestre Roberto Benzi.

## Biographie
Jane Rhodes naît le 13 mars 1929 à Paris.
Formée à Paris au Conservatoire supérieur de musique (le CNSM, classe de Mathilde Watto), elle étudie aussi le théâtre avec le comédien Pierre Renoir. Elle débute dans les chœurs du théâtre du Châtelet avant d'entamer en 1953 une carrière de soliste avec le rôle de Marguerite (La Damnation de Faust de Berlioz) au Grand-Théâtre de Nancy. En parallèle du grand répertoire (Tosca, Werther...), elle participe à la création de nombreux ouvrages (Le Fou de Marcel Landowski, Le Chevalier de neige de Georges Delerue sur un livret de Boris Vian, La Vérité de Jeanne d'André Jolivet, Le Serment de Tansman, La Mort à Bâle de Conrad Beck...).
En 1957, elle enregistre le rôle de Renata dans L'Ange de feu de Sergueï Prokofiev sous la direction de Charles Bruck : l'enregistrement (aujourd'hui historique) est alors couronné par deux grands prix du disque. Cette prestation, qui a éprouvé sa voix, lui vaudra d'être remarquée par Gabriel Dussurget qui l'engage à l'Opéra de Paris, où elle chante entre autres les rôles de Tosca et de Salomé, puis au festival d'Aix-en-Provence.
Elle interprète enfin Carmen de Georges Bizet en 1966 à l'occasion de l'entrée de l’œuvre au répertoire de l'Opéra, dans la mise en scène du cinéaste Raymond Rouleau et sous la direction de celui qui deviendra quelques années plus tard son mari, Roberto Benzi. Carmen deviendra son rôle le plus populaire. C'est ainsi qu'elle sera choisie par la CBS en 1962 pour le film The Drama of Carmen sous la direction de Leonard Bernstein.
Toujours à la RTLN, elle chante Eboli de Don Carlos, Marguerite de La Damnation de Faust dans la mise en scène de Maurice Béjart, Conception de L'Heure espagnole ou encore  La Voix humaine de Francis Poulenc. Elle crée aussi l'opéra Les Adieux de Marcel Landowski, dont elle est la dédicataire.
Affectionnant l'opérette, elle interprète  plusieurs œuvres de Jacques Offenbach comme La Belle Hélène, La Périchole, La Vie parisienne ou La Grande-duchesse de Gérolstein.
Si elle s'est produite essentiellement dans le répertoire français, elle a également interprété quelques opéras en italien (Don Carlo à l'Opéra de Paris, L'incoronazione di Poppea de Claudio Monteverdi au festival d'Aix-en-Provence...), en allemand (Salomé au Metropolitan Opera de New York) et en anglais (Didon et Enée de Purcell, toujours à Aix-en-Provence).
Sa carrière de récitaliste est loin d'être négligeable, excellant dans le répertoire de la mélodie française (Henri Duparc, Claude Debussy, Gabriel Fauré...) et du lied allemand (Johannes Brahms, Gustav Mahler...), notamment en collaboration avec le pianiste Christian Ivaldi.
Elle fut souvent invitée à se produire à la Radio (par exemple dans le rôle de Margared du Roi d'Ys de Édouard Lalo) et à la télévision française, notamment dans les émissions de Maritie et Gilbert Carpentier ou de Janine Guyon.
Elle meurt le 7 mai 2011 à l'âge de 82 ans à l'hôpital américain de Paris. Après plus de quarante ans de carrière, Jane Rhodes se consacrait toujours avec passion à l'enseignement et à la transmission de son art.
Elle repose au cimetière ancien de Neuilly-sur-Seine.

## Chronologie
- 1953 : Débuts officiels à Nancy (Grand-Théâtre) dans le rôle de Marguerite de La Damnation de Faust de Berlioz, sous la direction de Jésus Etcheverry
- 1956 : Création du drame lyrique Le Fou de Marcel Landowski au Grand-Théâtre de Nancy (rôle d'Isadora), mise en scène de Marcel Lamy
- 1957 : Création de l'opéra Le Chevalier de neige (rôle de Morgane), sur un livret de Boris Vian et une musique de Georges Delerue, au Grand-Théâtre de Nancy, mise en scène de Marcel Lamy
- 1957 : Jane Rhodes participe au premier enregistrement mondial en français de l'Ange de feu de Serge Prokofiev (rôle principal de Renata) pour la firme Véga, sous la direction de Charles Bruck. 2 Grands Prix du disque.
- 1958 : Entrée à la RTLN (Réunion des théâtres lyriques nationaux) et débuts dans La Damnation de Faust puis Salomé de Richard Strauss au palais Garnier et dans Tosca à la salle Favart
- 1959 : Création de Carmen de Georges Bizet à l'Opéra de Paris (palais Garnier), lors d'une soirée de gala présidée par le Général de Gaulle (mise en scène de Raymond Rouleau)
- 1961 : Création à l'Opéra-Comique du drame lyrique Les Adieux de Marcel Landowski, dont Jane Rhodes est la dédicataire
- 1960 : Débuts au Metropolitan Opera de New York (rôle de Carmen)
- 1961 : Débuts au Téatro Colon de Buenos Aires (rôles de Carmen et de Marguerite) et au Festival d'Aix-en-Provence (Le Couronnement de Poppée de Claudio Monteverdi)
- 1961 : Tournée de l'Opéra de Paris au Japon (Tokyo et Osaka) avec la production parisienne de Carmen (11 représentations)
- 1962 :  À New York, Jane Rhodes tourne le film The Drama of Carmen pour la CBS, sous la direction de Léonard Bernstein (Grand Prix mondial de la télévision en 1962)
- 1968 :  À l'Opéra-Comique, Jane Rhodes chante dans la même soirée La Voix humaine de Francis Poulenc et Conception de L'Heure espagnole de Maurice Ravel
- 1969 : Reprise historique au théâtre de Paris de La Périchole de Jacques Offenbach à l'occasion du 150e anniversaire d'Offenbach. Au théâtre de Paris, Jane Rhodes chante le rôle-titre sous la direction de Jean-Claude Casadesus, aux côtés de Jean Le Poulain, Roger Carel, Michel Caron... pour 400 représentations
- 1970 : Jane Rhodes reprend le rôle de Marguerite de La Damnation de Faust de Berlioz au palais des sports de Paris, dans la mise en scène de Maurice Béjart
- 1978 : En parallèle de ses rôles à l'opéra, Jane Rhodes entame une carrière de récitaliste dans le répertoire de la mélodie française et du lied (festival d'Aix-en-Provence, salle Gaveau...), en particulier avec le pianiste Christian Ivaldi
- 1980 : Récital avec piano à l'Opéra-Comique
- Années 1980 et 1990 : Activité surtout marquée par le récital avec piano et les concerts avec orchestre.

## Répertoire (non exhaustif)
- Hector Berlioz: La Damnation de Faust - Marguerite
- Georges Bizet : Carmen - rôle-titre
- Georges Delerue : Le Chevalier de neige - Morgane
- Édouard Lalo : Le Roi d'Ys - Margared
- Marcel Landowski :
  - Le Fou - Isadora
  - Les Adieux - Isabelle
- Jules Massenet :
  - Werther - Charlotte
  - Grisélidis - rôle-titre
- Claudio Monteverdi : L'incoronazione di Poppea - Poppea
- Jacques Offenbach :
  - La Belle Hélène - rôle-titre
  - La Grande-duchesse de Gérolstein - rôle-titre
  - La Périchole - rôle-titre
  - La Vie parisienne - Métella
- Francis Poulenc : La Voix humaine
- Serge Prokofiev : L'Ange de feu - Renata
- Giacomo Puccini : Tosca - rôle-titre
- Henry Purcell : Didon et Enée - Didon
- Jean-Philippe Rameau : Hippolyte et Aricie - Phèdre
- Maurice Ravel : L'Heure espagnole - Conception
- Richard Strauss : Salomé - rôle-titre
- Piotr Ilitch Tchaïkovski : La Dame de pique -  Lisa
- Giuseppe Verdi :
  - Don Carlos - Eboli
  - Aïda - Amnéris

## Discographie
- L'Ange de feu de Serge Prokofiev (rôle de Renata), avec Xavier Depraz, Írma Kolássi, Jean Giraudeau, Charles Bruck (dir.) -  Universal Classics/ Accord 472 723-2, 1957.
- Carmen de Georges Bizet (extraits), avec Albert Lance, Robert Massard, Andréa Guiot, orchestre et chœurs de l'Opéra de Paris, Roberto Benzi (dir.) - Philips L 02.053 L (mono) / 835.057 AY (stéréo)[3]
- Tosca de Giacomo Puccini (rôle-titre), avec Albert Lance, Gabriel Bacquier, orchestre et chœurs de l'Opéra de Paris, Manuel Rosenthal (dir.) - Véga/Adès, 1960.
- Les Adieux de Marcel Landowski (rôle d'Isabelle), avec Claude Nollier (récitante), Fernand Koenig, orchestre et chœurs de Radio-Luxembourg, Louis de Froment (dir.), mise en scène sonore de Marcel Lamy - Orphée/Pacific
- La Belle Hélène de Jacques Offenbach (extraits), avec Bernard Plantey, Jean Giraudeau, Michel Hamel, Manuel Rosenthal (dir.)  - Philips Classics 442 237-2).
- Ave Maria de Gounod, Schubert, Haendel, Alleluia de Mozart, avec Christiane de Lisle à l'orgue - 45t Véga.
- Mireille de Gounod (rôle de Taven), avec Mirella Fréni, Alain Vanzo, José van Dam, Gabriel Bacquier. Orchestre et chœurs du Capitole de Toulouse, dir. Michel Plasson.
- L'Art du chant, vol. 1, extraits de Tosca, L'Ange de feu, Ave Maria de Gounod, Schubert, Haendel, Alleluia de Mozart. Orchestres et chefs divers - 33t Véga.
- La Juive de Jacques-Fromental Halévy (rôle de Rachel), avec Tony Poncet, Denise Monteil, Gérard Serkoyan, orchestre de l'Opéra de Karlsruhe, Marcel Couraud (dir.)  - 33t Philips - Première sélection mondiale
- Mignon de Ambroise Thomas (rôle-titre), avec Andrée Esposito, Alain Vanzo, Michel Roux, orchestre du théâtre national de l'Opéra-Comique, Jean-Claude Hartemann (dir.) - Coffret de 10 CD Les Années Pathé - 10 opéras français, EMI Classics.
- La Voix humaine de Francis Poulenc, Jean-Pierre Marty (dir.) - Enregistrement en public réalisé à Paris le 25 octobre 1976 au studio 104 de Radio France-  INA Mémoire.
- Récital Offenbach, concert public donné au Concertgebouw d'Amsterdam en 1969, Roberto Benzi (dir.) - Gala.
- Airs d'opéras français de Gluck, Berlioz, Halévy, Massenet, Bizet et Offenbach -  Philips Classics 446 119-2.
- Le Roi d'Ys de Édouard Lalo (rôle de Margared), avec Andréa Guiot, Alain Vanzo, Robert Massard, Jules Bastin, orchestre et chœurs de la Radio-Lyrique, Pierre Dervaux (dir.) - Gala, 1973
- La Belle Hélène de Jacques Offenbach (rôle-titre), avec Rémy Corazza, Jacques Martin, Jules Bastin, Michel Trempont, Renée Auphan, orchestre philharmonique de Strasbourg et chœurs de l'Opéra du Rhin, Alain Lombard (dir.) - Musidisc-Accord 461 954-2, 1978.
- Orphée aux enfers de Jacques Offenbach (rôle de l'Opinion publique), avec Mady Mesplé, Jane Berbié, Michel Sénéchal, Charles Burles, Michel Trempont, orchestre et chœurs du Capitole de Toulouse, Michel Plasson (dir.) - EMI Classics.
- Mireille de Charles Gounod (rôle de Taven), avec Mirella Freni, Alain Vanzo, Gabriel Bacquier, José Van Dam, orchestre et chœurs du Capitole de Toulouse, Michel Plasson (dir.) - EMI Classics, 1979.
- Mélodies de Duparc, intégrale des mélodies de Henri Duparc avec Christian Ivaldi - EMI Classics, 1979.
- Airs d'opérette de Jacques Offenbach, orchestre Bordeaux-Aquitaine et ensemble vocal d'Aquitaine, Roberto Benzi (dir.) - EMI Classics, 1979.

## Filmographie
- 1961 : La Damnation de Faust (rôle de Marguerite), film produit et mis en scène par Henri Spade pour l'ORTF. Orchestre dirigé par Georges Dervaux, avec Guy Chauvet et Gérard Serkoyan.
- 1962 : The Drama of Carmen (rôle de Carmen), film télévisé de 90 minutes pour la CBS (tourné à New York). Orchestre New York Philharmonic dirigé par Léonard Bernstein. Grand Prix Mondial de la Télévision 1962
- 1976 : Un mari, c'est un mari (rôle de La Sangria), comédie de Serge Friedman, d'après le livre de Frédérique Hébrard, avec Frédérique Hébrard, Louis Velle, Daniel Prévost, Marco Perrin, Gisèle Casadesus... (Kobafilms Vidéo)

## Distinction
- Officière de l'ordre national du Mérite (1995)[4]
- Commandeure de l'ordre des Arts et des Lettres